# Скијашко трчање на Зимским олимпијским играма 2010.
Такмичење у скијашком трчању на Зимским олимпијским играма 2010. у Ванкуверу одржано је у Олимпијском комплексу Вистлер Парк који се налази у Мадели Крику у долини Калаган. Такмичења су одржана између 15. и 28. фебруара 2010. У такмичењу је учествовало 315 такмичара из 58 земаља.

## Дисциплине
На играма у Ванкуверу 2010. било је дванаест дисциплина у скијашком трчању, шест мушких и шест женских.
| Мушкарци                     | Жене                         |
| ---------------------------- | ---------------------------- |
| 15 км слободно појединачно   | 10 км слободно појединачно   |
| Спринт класично              | Спринт класично              |
| Потера 30 км                 | Потера 15 км                 |
| Спринт класично екипно       | Спринт класично екипно       |
| Масовни старт класично 50 км | Масовни старт класично 30 км |
| Штафета 4 x 10 км            | Штафета 4 x 5 км             |

## Распоред такмичења
| Датум                      | Старт | Финиш | Дисциплина                            |
| -------------------------- | ----- | ----- | ------------------------------------- |
| Понедељак 15. фебруар 2010 | 10:00 | 11:15 | 10 км слободно појединачно жене       |
| Понедељак 15. фебруар 2010 | 12:30 | 14:00 | 15 км слободно појединачно мушкарци   |
| Среда 17. фебруар 2010     | 10:15 | 11:00 | Спринт класично жене /мушкарци        |
| Среда 17. фебруар 2010     | 12:30 | 14:00 | Спринт класично жене /мушкарци        |
| Петак 19. фебруар 2010     | 13:00 | 13:50 | Потера 15 км жене                     |
| Субота 20. фебруар 2010    | 13:30 | 15:00 | Потера 30 км мушкарци                 |
| Понедељак 22. фебруар 2010 | 10:45 | 12:15 | Спринт слободно екипно жене           |
| Понедељак 22. фебруар 2010 | 13:00 | 13:45 | Спринт слободно екипно мушкарци       |
| Среда 24. фебруар 2010     | 11:45 | 13:10 | Штафета 4 x 10 км мушкарци            |
| Четвртак 25. фебруар 2010  | 11:00 | 12:05 | Штафета 4 x 5 км жене                 |
| Субота 27. фебруар 2010    | 11:45 | 13:45 | Масовни старт класично 30 км жене     |
| Недеља 28. фебруар 2010    | 9:30  | 12:15 | Масовни старт класично 50 км мушкарци |

## Земље учеснице
| - Алжир (1) - Андора (1) - Аргентина (1) - Јерменија (2) - Аустралија (3) - Аустрија (5) - Белорусија (6) - Белгија (2) - Бермуди (2) - Босна и Херцеговина (2) - Бразил (2) - Бугарска (3) - Канада (11) - Кина (3) - Хрватска (2) | - Чешка (9) - Данска (2) - Естонија (14) - Етиопија (1) - Финска (20) - Француска (16) - Уједињено Краљевство (3) - Немачка (18) - Грчка (3) - Мађарска (2) - Исланд (1) - Индија (1) - Иран (1) - Ирска (1) - Израел (1) | - Италија (20) - Јапан (8) - Казахстан (10) - Киргистан (1) - Јужна Кореја (2) - Летонија (2) - Лихтенштајн (1) - Литванија (4) - Република Македонија (3) - Молдавија (2) - Монголија (1) - Непал (1) - Норвешка (20) - Нови Зеланд (3) - Перу (1) | - Пољска (7) - Португалија (1) - Румунија (3) - Русија (20) - Србија (2) - Словачка (5} - Словенија (5} - Јужноафричка Република (1) - Шпанија (3) - Шведска (20) - Швајцарска (12) - Турска (3) - Украјина (4) - Сједињене Америчке Државе (11) |

- У загради се налази број спортиста који се такмиче за ту земљу

## Освајачи медаља

### Мушкарци
| Дисциплина               |                                                                              | Резултат  |                                                                                    | Резултат  |                                                               | Резултат  |
| 15 км слободно детаљи    | Дарио Колоња · Швајцарска                                                    | 33:36,3   | Пјетро Пилер Котрер · Италија                                                      | 34:00,9   | Лукаш Бауер · Чешка                                           | 34:12,0   |
| 30 км потера детаљи      | Маркус Хелнер · Шведска                                                      | 1:15:11,4 | Тобијас Ангерер · Немачка                                                          | 1:15:13,5 | Јохан Олсон · Шведска                                         | 1:15:14,2 |
| 50 км класично детаљи    | Петер Нортуг · Норвешка                                                      | 2:05:35,5 | Аксел Тајхман · Немачка                                                            | 2:05:35,8 | Јохан Олсон · Шведска                                         | 2:05:36,5 |
| 4 x 10 км штафета детаљи | Шведска · Данијел Рикардсон · Јохан Олсон · Андерс Седергрен · Маркус Хелнер | 1:45:05,4 | Норвешка · Мартин Јонсруд Сундби · Од-Бјерн Хјелмесет · Ларс Бергер · Петер Нортуг | 1:45:21,3 | Чешка · Мартин Јакш · Лукаш Бауер · Jiří Magál · Мартин Кукал | 1:45:21,9 |
| Спринт детаљи            | Никита Кријуков · Русија                                                     | 3:36,3    | Александер Панжински · Русија                                                      | 3:36,3    | Петер Нортуг · Норвешка                                       | 3:45,5    |
| Спринт екипно детаљи     | Норвешка · Естајн Петерсен · Петер Нортуг                                    | 19:01,0   | Немачка · Тим Чарнке · Аксел Тајхман                                               | 19:02,3   | Русија · Николај Морилов · Алексеј Петухов                    | 19:02,5   |

### Жене
| Дисциплина              |                                                                                    | Резултат  |                                                                                  | Резултат  |                                                                                  | Резултат  |
| 10 км слободно детаљи   | Шарлоте Кала · Шведска                                                             | 24:58,4   | Кристина Шмигун-Васхи · Естонија                                                 | 25:05,0   | Марит Бјерген · Норвешка                                                         | 25:14,3   |
| 15 км потера детаљи     | Марит Бјерген · Норвешка                                                           | 39:58,1   | Ана Хаг · Шведска                                                                | 40:07,0   | Јустина Ковалчик · Пољска                                                        | 40:07,4   |
| 30 км класично детаљи   | Јустина Ковалчик · Пољска                                                          | 1:30:33,7 | Марит Бјерген · Норвешка                                                         | 1:30:34,0 | Ајно-Кајса Саринен · Финска                                                      | 1:31:38,7 |
| 4 x 5 км штафета детаљи | Норвешка · Вибеке Скофтеруд · Терезе Јохав · Кристи Стермер Стејра · Марит Бјерген | 55:19,5   | Немачка · Катрин Целер · Еви Захенбахер-Штеле · Миријам Геснер · Клаудија Ништад | 55:44,1   | Финска · Пирјо Муранен · Вирпи Кујтунен · Рита-Лиса Ропонен · Ајно-Кајса Саринен | 55:49,9   |
| Спринт детаљи           | Марит Бјерген · Норвешка                                                           | 3:39,2    | Јустина Ковалчик · Пољска                                                        | 3:40,3    | Петра Мајдич · Словенија                                                         | 3:41,0    |
| Спринт екипно детаљи    | Еви Зајенбахер-Стеле · Клаудија Нистад · Немачка                                   | 18:03,7   | Шарлоте Кала · Ана Хаг · Шведска                                                 | 18:04,2   | Ирина Казова · Наталија Корестелева · Русија                                     | 18:07,7   |

## Биланс медаља
| Медаље земље домаћина |

|   | Држава     |   |   |   |    |
| - | ---------- | - | - | - | -- |
| 1 | Норвешка   | 2 | 1 | 1 | 3  |
| 2 | Шведска    | 2 |   | 2 | 4  |
| 3 | Русија     | 1 | 1 | 1 | 3  |
| 4 | Швајцарска | 1 |   |   | 1  |
| 5 | Немачка    |   | 3 |   | 2  |
| 6 | Италија    |   | 1 |   | 1  |
| 7 | Чешка      |   |   | 2 | 2  |
|   | Укупно (7) | 6 | 6 | 6 | 18 |

|   | Држава     |   |   |   |    |
| - | ---------- | - | - | - | -- |
| 1 | Норвешка   | 3 | 1 | 1 | 5  |
| 2 | Шведска    | 1 | 2 |   | 3  |
| 3 | Пољска     | 1 | 1 | 1 | 3  |
| 4 | Немачка    | 1 | 1 |   | 2  |
| 5 | Естонија   |   | 1 |   | 1  |
| 6 | Финска     |   |   | 2 | 2  |
| 7 | Словенија  |   |   | 1 | 1  |
| 7 | Русија     |   |   | 1 | 1  |
|   | Укупно (8) | 6 | 6 | 6 | 18 |

### Биланс медаља укупно
|    | Држава      |    |    |    |    |
| -- | ----------- | -- | -- | -- | -- |
| 1  | Норвешка    | 5  | 2  | 2  | 9  |
| 2  | Шведска     | 3  | 2  | 2  | 7  |
| 3  | Немачка     | 1  | 4  |    | 5  |
| 4  | Русија      | 1  | 1  | 2  | 4  |
| 5  | Пољска      | 1  | 1  | 1  | 3  |
| 6  | Швајцарска  | 1  |    |    | 1  |
| 7  | Италија     |    | 1  |    | 1  |
| 7  | Естонија    |    | 1  |    | 1  |
| 9  | Чешка       |    |    | 2  | 2  |
| 9  | Финска      |    |    | 2  | 2  |
| 11 | Словенија   |    |    | 1  | 1  |
|    | Укупно (11) | 12 | 12 | 12 | 36 |